# エティエンヌ・ボノ・ドゥ・コンディヤック
エティエンヌ・ボノ・ドゥ・コンディヤック（Étienne Bonnot de Condillac、1714年9月30日 - 1780年8月3日）は、フランスの哲学者、聖職者である。先行世代のジョン・ロックに影響を受けて主に認識論における研究を行い、経験論的認識論を発展させた。

## 生涯
コンディヤックは1714年、グルノーブルにて法服貴族ガブリエル・ボノとその妻カトリーヌの第七子、末っ子として生まれた。ちなみにその年はマルブランシュが死んだ年でもある。歴史家ガブリエル・ボノ・ドゥ・マブリはコンディヤックの長兄である。なお、マブリだとかコンディヤックというのは父の購入した所領の地名である。
コンディヤックは視力が弱かったため書物から遠ざけられ、12歳まで文字を読めなかったようである。1726年秋に父の死に伴いリヨンで司法長官の役職にあった長兄のもとに引き取られ、1733年までイエズス会のコレージュで哲学、神学、ラテン語などを学び、1733年10月にパリに出てサン・シュルピス神学校とソルボンヌ大学で本格的な勉強を始めた。その後1741年に司祭に叙階された。しかし、彼は神学より哲学や数学や自然学の研究に熱中し、社交界、サロンに入り浸ってジャン＝ジャック・ルソー、ドゥニ・ディドロ、ベルナール・フォントネル、ジャン・ル・ロン・ダランベールなどの思想家や学者たちと交わり、一度しかミサを行わなかったという。コンディヤックに深い影響を与えた。1746年に発表した処女作『人間認識起源論』を皮切りに彼は『体系論』、『感覚論』、『動物論』など次々に作品を発表した。1752年、フォントネルと共にベルリン王立アカデミー会員に選出される。1758年、44歳になろうというコンディヤックはパルマ公国の公子の家庭教師に招聘され、1767年までルイ15世の孫に当たる公子フェルディナンドを教えた。1767年に家庭教師の職を辞し、コンディヤックはパリに帰った。その頃には彼の名声は非常に高まっており、翌年アカデミー・フランセーズ会員に選出された。1773年にヴォージャンシーに城館を購入し、そこで『教程』、『通商と政府』、『論理学』、『計算の言語』の執筆に勤しんだ。1780年8月3日、コンディヤックは65歳で死去した。葬儀は生前の意思どおりひっそりと行われた。

## 思想
コンディヤックはジョン・ロックから決定的な影響を受け、感覚に重点を置いた感覚論、経験論哲学を展開した。彼は「分析」という手法を重要視し、観念を分析し、それを再構成することによって観念をきちんと理解し、明確化することによって誤りや無用の論争を解消できるとした。細部の違いはあれどこのような観念を明確化することによって誤りや論争を解消できるという発想もまたロックから受け継いだものである。
また、彼の記号と分析に関する発想を範としてアントワーヌ・ラヴォアジエは化学記号の整理を行った（化学革命）。つまり、これまで統一感がない呼ばれ方をしていた元素をH、Oなどのように記号化し、それらを組み合わせることによって化合物を構成し、式に著す。そして、あたかも数式を操作するかのように（コンディヤックは計算を思考のモデルとしていた）その式や記号を操作する。この方法ならば、実際に実験をせずとも記号操作のみによって実験結果を知ることができる。

## 影響
コンディヤックの思想はデステュット・ド・トラシー、カバニスなどフランス学士院設立に尽力した観念学派と呼ばれる哲学者たちに決定的な影響を与え、彼らはコンディヤックの観念の分解と再構成のやり方での学の再編を目論んだ。また、メーヌ・ド・ビランはコンディヤックからの影響を受けて哲学を開始したが、後にコンディヤックとの対決から自身の哲学を練り上げ、フランス・スピリチュアリスムの祖となった。

## 著作
- 1746, Essai sur l'origine des connaissances humaines
  - 『人間認識起源論』、古茂田宏訳、岩波書店〈岩波文庫 上下〉、1994年
- 1749, Traité des systèmes （『体系論』）
- 1754, Traité des sensations（『感覚論』）
  - 「感覚論」、加藤周一、三宅徳嘉訳、創元社〈哲学叢書 上下〉、1948年。絶版
- 1755, Traité des animaux（『動物論』） - ビュフォンの『自然史』（『Histoire naturelle』）への批判
  - 『動物論　デカルトとビュフォン氏の見解に関する批判的考察を踏まえた、動物の基本的諸能力を解明する試み』
　古茂田宏訳、法政大学出版局〈叢書・ウニベルシタス〉、2011年
- 1775, Cours d'études（『教程』） - パルマ公国の公子のために書いた教科書（「文法」、「書く技術」、「考える技術」、「歴史」からなる）
- 1776, Le Commerce et le gouvernement considérés relativement l'un à l'autre （『通商と政府』）
- 1780, La Logique ou l'art de penser（『論理学』）
  - 『論理学　考える技術の初歩』、山口裕之訳、講談社学術文庫、2016年 - ポーランド政府の依頼による論理学の教科書
- 1798, La Langue des calculs（『計算の言語』） - 未完

### ネット公開されているテクスト(フランス語)
- 『人間認識起源論』：“Essai sur l’origine des connaissances humaines” (PDF). 2015年8月24日閲覧。
- 『体系論』：“Traité des systèmes”. 2015年8月24日閲覧。
- 『感覚論』：“TRAITÉ DES SENSATIONS” (PDF). 2015年8月24日閲覧。
- 『動物論』：“Traité des animaux” (PDF). 2015年8月24日閲覧。
- 『教程』：http://visualiseur.bnf.fr/Visualiseur?Destination=Gallica&O=NUMM-87989%5B%5D
- 『通商と政府』：“Le commerce et le gouvernement (1776)” (PDF). 2015年8月24日閲覧。
- 『論理学　考える技術の初歩』：
1.“La logique, ou, Les premiers développement de l'art de penser”. 2015年8月24日閲覧。
2.“La logique, ou, Les premiers développement de l'art de penser (text版)”. 2015年8月24日閲覧。

## アカデミー・フランセーズのコンディヤック座席番号
| 前任 ピエール＝ジョゼフ・トゥリエ・ドリヴェ | アカデミー・フランセーズ 席次31 第4代：1768年 - 1780年 | 後任 ルイ＝エリザベト・ド・ラ・ヴェルニュ・トレッサン |